# 후즈 더 보스?
《후즈 더 보스?》(영어: Who's the Boss?)는 1984년부터 1992년까지 ABC에서 방영된 드라마이다.